# Jiang Yanyong
Jiang Yanyong (cinese tradizionale: 蔣彥永, Cinese semplificato: 蒋彦永, Hanyu Pinyin: Jiǎng Yànyǒng, Wade-Giles: Chiang Yen-yung; Hangzhou, 4 ottobre 1931 – Pechino, 12 marzo 2023) è stato un medico cinese.
Grazie a lui sono state rese pubbliche notizie precise sull'epidemia di Severe Acute Respiratory Syndrome (SARS) nel suo paese, fino a quel momento tenute nascoste dal suo governo. È membro da lunga data del Partito Comunista Cinese e come medico militare dell'Esercito di liberazione popolare ha un grado equivalente a quello di Maggiore generale.

## Biografia
Durante la Protesta di piazza Tiananmen  il dott. Jiang era responsabile medico dell'ospedale militare 301 di Pechino ed ebbe modo di vedere i traumi inflitti agli studenti durante la violenta repressione del 4 giugno 1989.
Per quanto riguarda la SARS, il virus cominciò a diffondersi in Cina a cavallo tra il 2002 ed il 2003 con il governo che rendeva pubbliche statistiche che sottostimavano il numero di contagiati. Il 4 aprile però Jiang inviò una lunga lettera alla Chinese Central Television-4 (CCTV4) ed alla PhoenixTV (di Hong Kong) denunciando questo fatto. Nonostante la lettera non ebbe seguito, l'informazione trapelò ugualmente alle agenzie di stampa occidentali.

L'8 aprile 2003 il Dott. Jiang fu quindi raggiunto da un giornalista del Washington Post per una intervista telefonica. Lo stesso giorno anche Susan Jakes, corrispondente a Pechino del TIME, lo contattò.
TIME pubblicò subito lo scoop con il titolo "Beijing's SARS Attack" (Pechino attaccata dalla SARS). L'articolo riportava la lettera del Dott. Jiang tradotta in inglese e così, finalmente, il resto del mondo poteva essere informato sulla reale situazione in Cina. A seguito di ciò si dimisero il sindaco di Pechino ed il Ministro della sanità (21 aprile 2003) ed il governo cinese cominciò ad affrontare attivamente l'epidemia dilagante. Molti esperti di sanità pubblica credono tanto bastò ad impedire che la malattia sviluppassi al punto da diventare pandemia.
Nel febbraio 2004 il Dott. Jiang indirizzo una lettera aperta al Primo ministro Wen Jiabao, diversi vice-primi ministri, il Politburo e molti altri membri del governo cinese per chiedere il riesame delle responsabilità del governo cinese per la cruenta repressione delle proteste di piazza Tiananmen. Alcune fonti informative hanno rivelato che a causa del rango militare di Jiang Yanyong, il suo caso fu discusso direttamente dal Politburo.
Il 2 giugno 2004, due giorni prima del 15º anniversario del massacro, familiari del dott. Jiang Yanyong residenti in California hanno fatto sapere che lui e sua moglie mancavano dalla loro casa di Pechino dopo che erano stati arrestati e posti sotto custodia militare. Alcune fonti hanno rivelato che, poiché molti dirigenti di alto livello del partito proponevano di ignorarlo, l'arresto fu ordinato direttamente da Jiang Zemin che, quale capo della Commissione centrale militare, lo accusava di aver violato la disciplina militare.
I familiari di Jiang in California ricevettero una nota che si immagina fosse della moglie in cui era solo scritto che erano al sicuro.
Il 15 giugno 2004, una fonte vicina alla famiglia Jiang rivelò che Hua Zhongwei, moglie del Dott. Jiang Yanyong, era stata liberata dopo una detenzione di due settimane.
Ai primi del luglio 2004 si diffuse la voce che il Dott. Jiang era sottoposto ad indottrinamento forzato da parte di militari cinesi. Fu rilasciato il 19 luglio 2004.
Dr. Jiang era cugino di Chiang Yan-shih, funzionario di alto rango del Kuomintang, già segretario generale del presidente della Repubblica di Cina a Taiwan. Per questa ragione alcuni temevano che il Dott. Jiang sarebbe stato accusato anche di spionaggio a favore di Taiwan.
Nell'agosto 2004 il Dott. Jiang ottenne il Ramon Magsaysay Award assegnato dalla Ramon Magsaysay Award Foundation "in riconoscimento della sua coraggiosa resistenza per la verità in Cina, stimolando l'adozione di misura salva-vita per affrontare e contenere la minaccia mortale costituita dalla SARS."